# Kohtla (Fluss)
Der Kohtla-Fluss (estnisch Kohtla jõgi) fließt im Nordosten Estlands, im Landkreis Ida-Viru.

## Beschreibung
Der Fluss entspringt beim Dorf Kiikla (Kiikla küla) und mündet von rechts in den Fluss Purtse (Putse jõgi). Er ist 29 km lang und sein Einzugsgebiet umfasst 189 km². An seinem Oberlauf wird der Kohtla auch Ereda jõgi, an seinem Unterlauf Roodu jõgi genannt.